# Кастелина (Сијена)
Кастелина (итал. Castellina) је насеље у Италији у округу Сијена, региону Тоскана.
Према процени из 2011. у насељу је живело 20 становника. Насеље се налази на надморској висини од 303 м.